# Fred Jones (basket-ball)
Pour les articles homonymes, voir Fred Jones et Jones.
Frederick Terrell « Fred » Jones, né le 11 mars 1979 à Malvern (Arkansas), aux États-Unis, est un joueur américain de basket-ball. Il évolue au poste d'arrière.

## Biographie

### Jeunesse
Jones est né à Malvern, Arkansas, il déménage à Portland, Oregon, Oregon dans son enfance. Il est élu Oregon High School Player of the Year (joueur de lycée de l'année de l'Oregon) au lycée "Sam Barlow" à Gresham, une banlieue de Portland. Il joue ensuite durant quatre années avec les de Ducks de l'université de l'Oregon, où, lors de son année senior, il mène les Ducks au Elite Eight du tournoi NCAA, quart de finale du tournoi et aussi appelé finale régionale.

### Carrière NBA
Jones est sélectionné au quatorzième rang de la draft 2002 de la NBA par les Pacers de l'Indiana. Il joue sporadiquement lors de son année rookie, avec une moyenne de 1,2 point par match en 19 apparitions en tant que remplaçant de Reggie Miller.  Cette marque s'accentue à 5 points par match lors de sa deuxième saison et 81 rencontres disputées. Il double sa moyenne lors de la saison NBA 2004-2005 (à 10,6 points par match), performance due en partie à l'absence de son coéquipier Ron Artest pour cause de suspension lors de la fameuse bagarre face à Detroit. Lors du premier match après l'incident, Jones réalise sa meilleure performance en carrière avec 31 points face au Magic d'Orlando, faisant de lui l'une des plus grandes menaces offensives de son équipe en l'absence des stars.
En 2004, il remporte le Slam Dunk Contest, battant le double vainqueur du concours Jason Richardson. Lors de l'intersaison 2006, les Raptors de Toronto signent Fred Jones. Le 22 février 2007, les Raptors transfèrent Jones aux Trail Blazers de Portland en échange du meneur de jeu Juan Dixon. Jones est transféré aux Knicks de New York en compagnie de Zach Randolph et Dan Dickau le 28 juin 2007 contre Channing Frye et Steve Francis.

## Palmarès
- Vainqueur du Slam Dunk Contest du NBA All-Star Game 2004.